# 隨機地圖

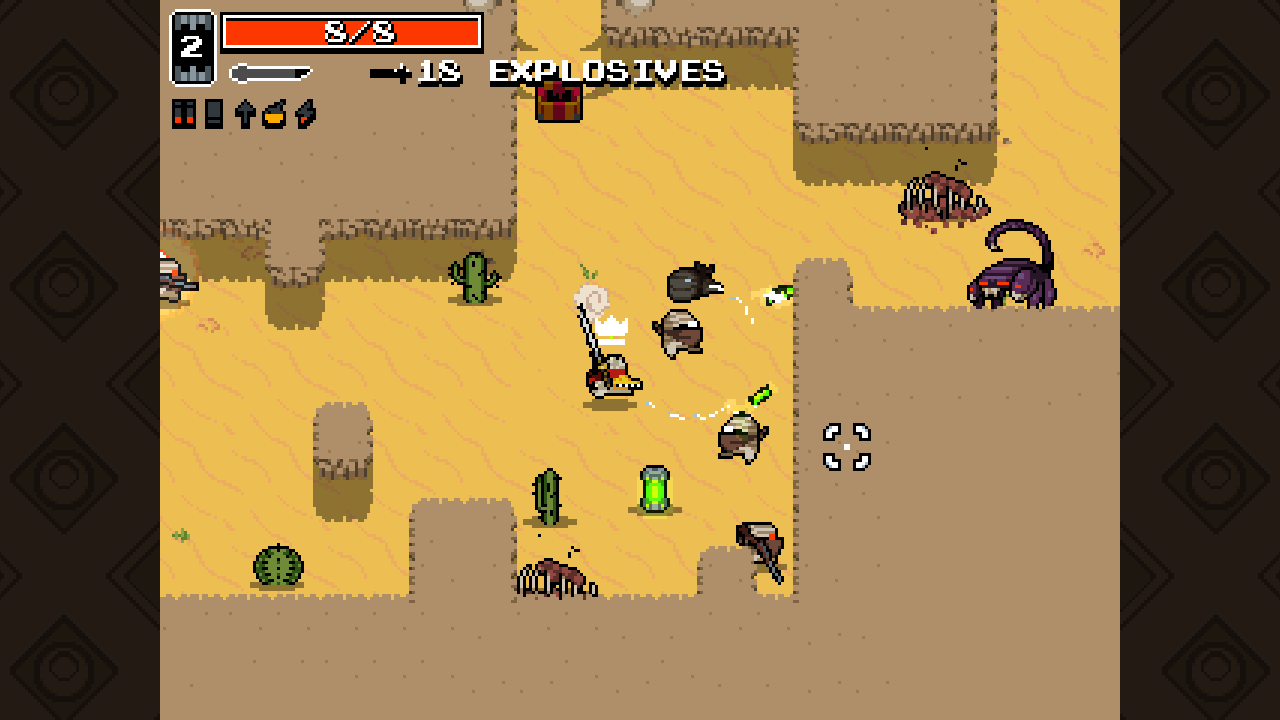
截圖源於《核子之王》。玩家在隨機生成的地圖探索roguelike遊戲。

在電子遊戲中，隨機地圖是通常在策略遊戲中由電腦隨機取樣生成的地圖。除了隨遊戲一起提供的基於故事的戰役生成的固定地圖外，隨機地圖通常是以單人和多人遊戲的核心，隨機產生新地圖使玩家每次執行新遊戲時出現的地點、地形、生成道具多變。每個新遊戲都會隨機生成一個未知的地圖，為玩家提供新的體驗，並在多人遊戲中提供各類均勻的遊戲比賽場地。